# 유니티주

유니티 주의 위치

유니티주(영어: Unity)는 남수단을 구성하는 10개 주 가운데 하나로, 남수단 북부에 위치한다. 주도는 벤티우이며 인구는 262,787명(2006년 기준), 면적은 35,956km2이다. 주 이름은 영어로 "단결"을 뜻한다.